# Anisocampium niponicum
Anisocampium niponicum là một loài dương xỉ trong họ Athyriaceae. Loài này được Mett. Y.C.Liu, W.L. Chiou & M. Kato mô tả khoa học đầu tiên năm 2011.